# 1975 Pikelner
1975 Pikelner (1969 PH) là một tiểu hành tinh vành đai chính được phát hiện ngày 11 tháng 8 năm 1969 bởi L. Chernykh ở Nauchnyj.